# Archeria
Archeria – antrakozaur żyjący we wczesnym permie. Był to średniej wielkości wodny drapieżnik o długim, węgorzowatym ciele i małych kończynach.

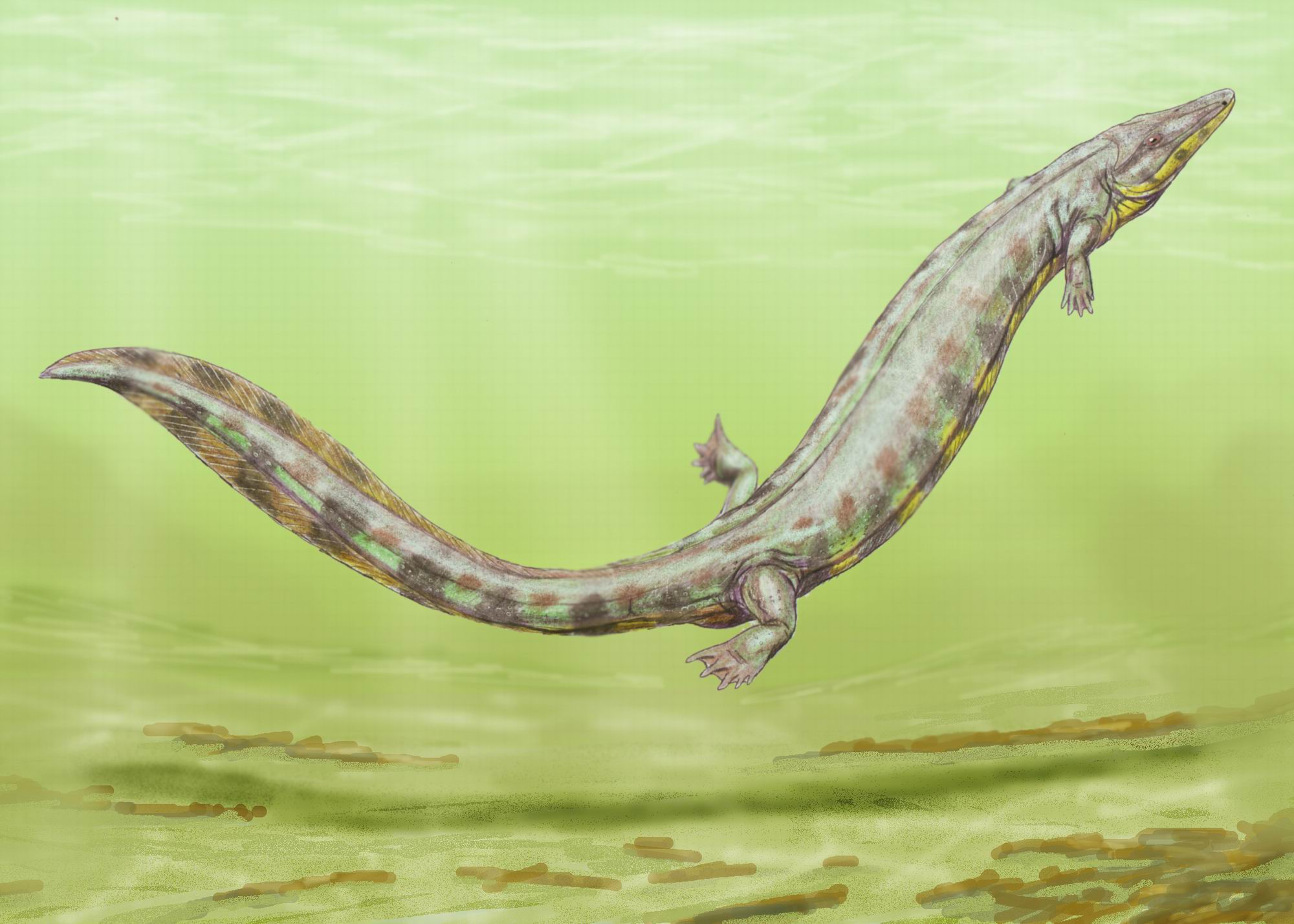
Archeria crassidiscus